# Antoni Nowakowski (inżynier)
Antoni Zbigniew Nowakowski (ur. 6 lipca 1943 w Krakowie) – polski inżynier, specjalista z zakresu biocybernetyki i inżynierii biomedycznej, profesor nauk technicznych, wykładowca akademicki.

## Życiorys
W 1967 ukończył studia z zakresu inżynierii biomedycznej na Wydziale Elektroniki Politechniki Warszawskiej. Kolejne stopnie uzyskiwał na Politechnice Gdańskiej, z którą związał się zawodowo. W 1973 obronił doktorat, w 1985 habilitował się. W 1991 został profesorem nadzwyczajnym Politechniki Gdańskiej, a w 2000 otrzymał tytuł profesora nauk technicznych, obejmując następnie profesurę zwyczajną na PG.
Na uczelni był m.in. kierownikiem zespołu naukowo-badawczego zagadnień termicznych (1976–1990), wicedyrektorem Instytutu Technologii Elektronicznej (1981–1989), a także prorektor ds. ogólnych (1990–1996). Zorganizował i kierował Katedrą Elektroniki Medycznej i Ekologicznej, stanął też na czele Katedry Inżynierii Biomedycznej.
Został członkiem zarządu Polskiego Towarzystwa Inżynierii Biomedycznej i wiceprezesem Polskiego Towarzystwa Techniki Sensorowej. Powoływany w skład komitetów i komisji naukowych Polskiej Akademii Nauk i Polskiej Akademii Umiejętności (w tym Komitetu Biocybernetyki i Inżynierii Biomedycznej PAN), rad naukowych i doradczych, a także rad redakcyjnych czasopism branżowych.

## Odznaczenia i wyróżnienia
- Krzyż Komandorski Orderu Odrodzenia Polski (2012)[3]
- Krzyż Oficerski Orderu Odrodzenia Polski (2002)[4]
- Złoty Krzyż Zasługi
- Medal Komisji Edukacji Narodowej
- Nagrody resortowe i rektorskie